# Edifici al carrer de Vic, 15 (Caldes de Montbui)
L'Edifici al carrer de Vic, 15 és una obra de Caldes de Montbui (Vallès Oriental) protegida com a bé cultural d'interès local.

## Descripció
És un edifici entre mitgeres de planta baixa i dos pisos amb coberta a diverses vessants de teula àrab. Té un pati central i un jardí a la part de darrere. L'estructura és de parets de càrrega i de forjats unidireccionals de biguetes de formigó. Hi ha un ordre en la disposició dels forats en la façana. En la planta baixa s'obre la porta principal d'arc de mig punt amb grosses dovelles i la porta del garatge que és de grans dimensions. Al primer pis s'obren quatre obertures, tres de les quals donen a balcons que no tenen voladís. Al segon pis hi ha quatre finestres. L'acabat de la façana és arrebossat i està rematada per un ràfec a mode de cornisa.
Degut a la nova alineació del carrer, els edificis de nova planta s'han de fer més enrere que els més antics, degut a això l'edifici del costat queda força endavant respecte a aquesta casa, deixant al descobert part de la paret mitgera.